# Rockingham megye (New Hampshire)
Rockingham megye az Amerikai Egyesült Államokban, azon belül New Hampshire államban található. Megyeszékhelye Brentwood, legnagyobb városa Derry. Lakosainak száma 314 176 fő (2020. április 1.). Rockingham megye Strafford, Essex, Merrimack, Hillsborough és York megyékkel határos.

## Népesség
A megye népességének változása:
| Lakosok száma | 295 325 | 296 069 | 297 981 | 299 134 | 301 777 | 314 176 |
|               | 2010    | 2011    | 2012    | 2013    | 2015    | 2020    |